# Yasumasa Kawasaki
Yasumasa Kawasaki (jap. 川崎 裕大, Kawasaki Yasumasa; * 20. August 1992 in Ayase, Präfektur Kanagawa) ist ein japanischer Fußballspieler.

## Karriere
Yasumasa Kawasaki erlernte das Fußballspielen in den Jugendmannschaften vom Phoenix FC und dem Yokohama FC, der Schulmannschaft der Tokyo Sei High School sowie der Universitätsmannschaft der Ryūtsū-Keizai-Universität. Seinen ersten Vertrag unterschrieb er 2015 bei Sanfrecce Hiroshima. Der Verein aus Hiroshima, einer Hafenstadt im Südwesten der japanischen Hauptinsel Honshū, spielte in der höchsten Liga des Landes, der J1 League. 2015 wurde er mit dem Verein japanischer Fußballmeister. Von August 2017 bis Januar 2018 wurde er an den Zweitligisten Yokohama FC nach Yokohama ausgeliehen. Nach Ende der Ausleihe wurde er Anfang 2018 von Yokohama fest verpflichtet. Ende 2019 wurde er mit Yokohama Vizemeister der zweiten Liga und stieg in die erste Liga auf. Von August 2020 bis Saisonende wurde er an den Drittligisten Kataller Toyama nach Toyama ausgeliehen. Nach Vertragsende in Yokohama unterschrieb er im Februar 2021 einen Vertrag beim Zweitligaaufsteiger SC Sagamihara. Mit dem Verein aus Sagamihara belegte man am Saisonende 2021 den 19. Tabellenplatz und stieg in die dritte Liga ab.

## Erfolge
Sanfrecce Hiroshima
- J1 League: 2015

Yokohama FC
- J2 League

Vizemeister: 2019  ▲